# عزلة الحواصلة (المحويت)

تعديل مصدري - تعديل

عزلة الحواصلة هي إحدى عزل مديرية المحويت في محافظة المحويت اليمنية ويبلغ تعداد سكانها 2062 نسمة حسب التعداد السكاني في اليمن لعام 2004.